# Хобарт (Индиана)
Хобарт (англ. Hobart) — город в округе Лейк в штате Индиана США. По данным переписи 2020 года, численность населения составляла 29 752 человек.

## Население
| 2010   | 2020    |
| ------ | ------- |
| 29 059 | ↗29 752 |